# 海豚頜獸屬
海豚頜獸屬（學名：Delphinognathus）是已滅絕合弓綱的一屬，屬於恐頭獸亞目的貘頭獸科，化石發現於南非開普省的卡魯盆地。化石是一個頭顱骨標本，是由地質學家Thomas Bain所發現，並在1892年由古動物學家哈利·絲萊所敘述、命名。屬名意為「海豚的頜部」。雖然化石的保存狀況不佳，但哈利·絲萊認為牠們是種爬行動物（在當時，合弓綱仍屬於爬行動物）。在貘頭獸科中，海豚頜獸是唯一眼眶位在頭顱骨後半段的屬。

## 外部連結
- 海豚頜獸 （页面存档备份，存于） Paleobiology Database
- www.kheper.net （页面存档备份，存于）